# Guyana National Super League
La Guyana National Super League era la massima competizione calcistica della Guyana dal 1990 al 2016. 
La sua ultima stagione si è tenuta nel 2015-16, in seguito alla quale è stata rimpiazzata dalla GFF Elite League.

## Storia
Prima della creazione del campionato, la massima competizione nazionale era la Guyana National Football League, la cui ultima edizione si è tenuta nel 2001. Oltre a questa erano attivi diversi campionati regionali all'interno della nazione.
Il campionato era strutturato in diversi tornei regionali di qualificazione per determinare i partecipanti.
Il campionato non si è disputato nel 1992, 1993, 1999-2000, dal 2001-2002 al 2007-2008 e nel 2011, ma si sono giocati diversi tornei locali (Bartica SL, Berbice FL, East Bank FUSSFL, East Coast Demerara, Banks DIH Milk Stout League, Georgetown FL, Upper Demerar SL).

## Albo d'oro
| Stagione  | Campione          | Secondo              | Terzo                |
| --------- | ----------------- | -------------------- | -------------------- |
| 1990      | Santos            |                      |                      |
| 1991      | Santos            |                      |                      |
| 1992      | Non disputato     | Non disputato        | Non disputato        |
| 1993      | Non disputato     | Non disputato        | Non disputato        |
| 1994      | Western Tigers    |                      |                      |
| 1995      | Milerock          |                      |                      |
| 1996      | Omai Gold Seekers |                      |                      |
| 1997      | Bakewell Topp XX  |                      |                      |
| 1998–99   | Santos            |                      |                      |
| 1999–00   | Nessun risultato  | Nessun risultato     | Nessun risultato     |
| 2000–01   | Fruta Conquerors  |                      |                      |
| 2002-08   | Non disputato     | Non disputato        | Non disputato        |
| 2009      | Alpha United      | Guyana Defence Force | Camptown             |
| 2010      | Alpha United      | Milerock             | Guyana Defence Force |
| 2012      | Alpha United      | Western Tigers       | Amelia's Ward        |
| 2012–2013 | Alpha United      | Pele                 | Western Tigers       |
| 2013–2014 | Alpha United      | Guyana Defence Force | Western Tigers       |
| 2014–15   | Non disputato     | Non disputato        | Non disputato        |
| 2015–2016 | Slingerz          | Alpha United         |                      |

## Titoli
| Club              | Vittorie | Stagioni                     |
| ----------------- | -------- | ---------------------------- |
| Alpha United      | 5        | 2009, 2010, 2011, 2013, 2014 |
| Santos            | 3        | 1990, 1991, 1999             |
| Bakewell Topp XX  | 2        | 1992, 1997                   |
| Omai Gold Seekers | 1        | 1996                         |
| Milerock          | 1        | 1995                         |
| Western Tigers    | 1        | 1994                         |
| Fruta Conquerors  | 1        | 2001                         |
| Slingerz          | 1        | 2016                         |